# Casa Gomis
La Casa Gomis es un edificio singular conservado dentro del paraje natural de la Ricarda, un espacio natural protegido del Delta del Llobregat ubicado en El Prat de Llobregat (Bajo Llobregat). Obra de Antonio Bonet Castellana por encargo de la familia Gomis Bertrand y construida en los años cincuenta del siglo XX, la Casa Gomis es uno de los principales exponentes de arquitectura racionalista en Cataluña, y por ello está protegida como bien cultural de interés nacional por parte de la Generalidad de Cataluña.

## Descripción
Consta de una vivienda formada por varios cuerpos de planta baja que están distribuidos de forma asimétrica. Incluye terrazas, porches y una piscina. El conjunto incluye una torre que hace función de depósito de agua y estudio.
Los módulos están apoyados sobre pilares metálicos ligeros y están cubiertos por una bóveda. Las fachadas no soportan cargas, sino que son paramentos compositivos formados por celosías cerámicas o cerramientos de cristal.
Destacan sus formas geométricas cuadradas, con espacios diáfanos, y su relación con el paisaje natural de la zona. No obstante, el rasgo más característico de La Ricarda es su cubierta abovedada de 9 metros, inspirada en la bóveda catalana pero con criterios modernos.
En 1997 los arquitectos Fernando Álvarez y Jordi Roig iniciaron su restauración.
En 2021 la Generalitat de Cataluña la reconoció como bien cultural de interés nacional en la categoría de monumento histórico, incluyendo la torre de agua, situada a 15 metros, el jardín y el bosque de pinos que la rodea.
En 2024 la Casa Gomis fue incluida como sede de la decimoquinta edición de Manifesta, Biennal Nòmada Europea, celebrada en esta ocasión en el área metropolitana de Barcelona.

## Galería de imágenes

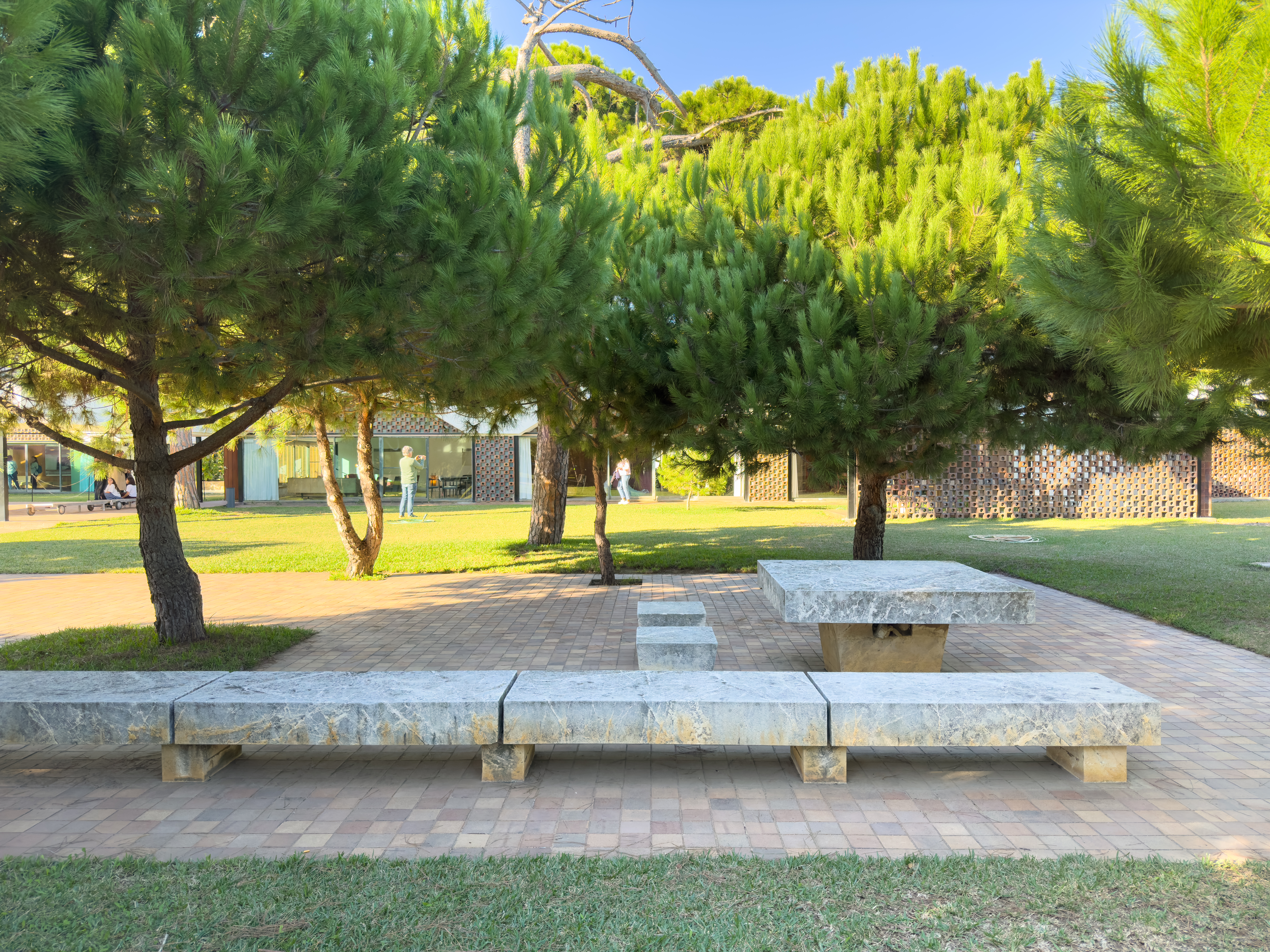
Jardín de la Casa Gomis.
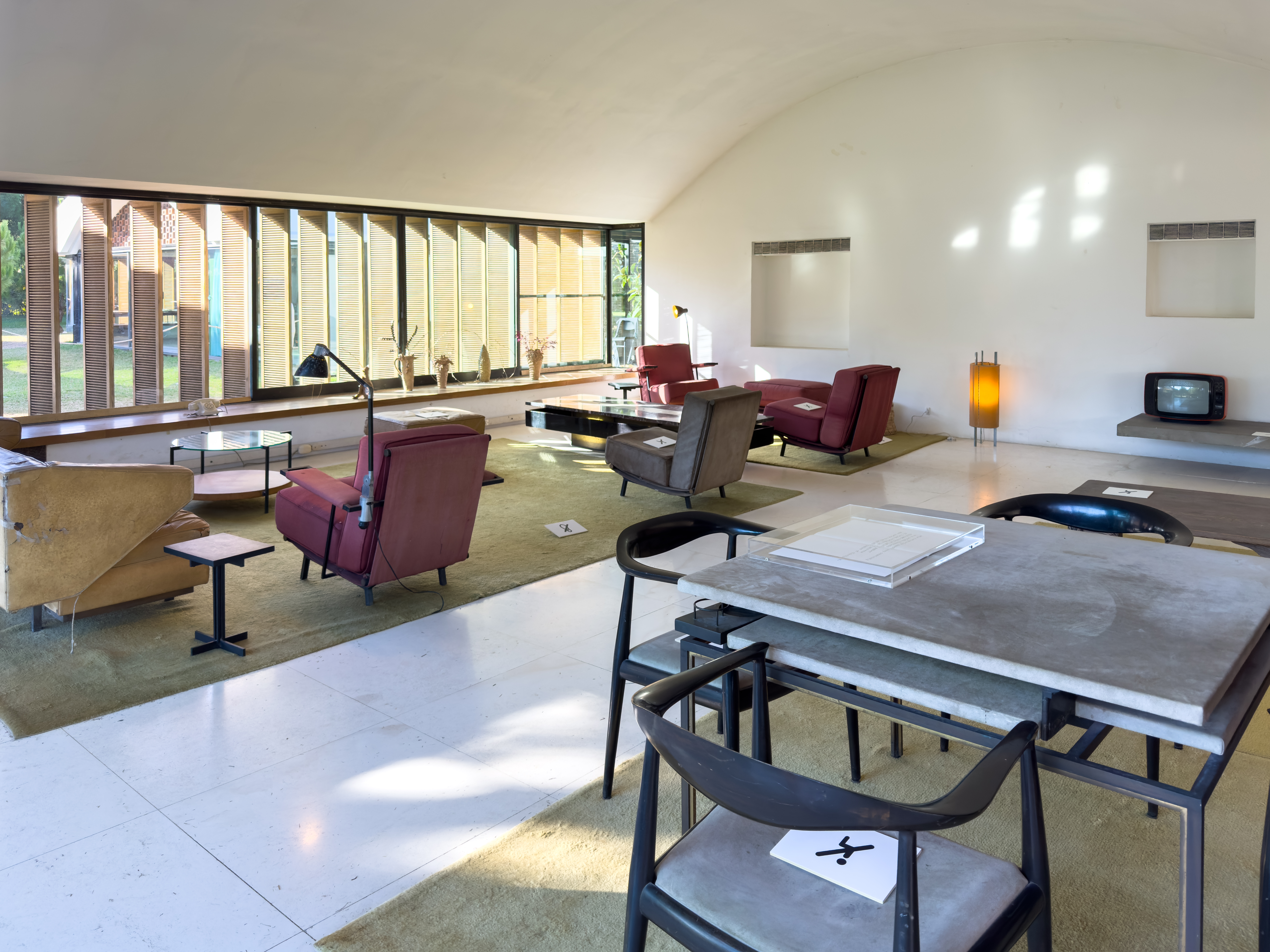
Detalle de la sala de estar de la Casa Gomis.
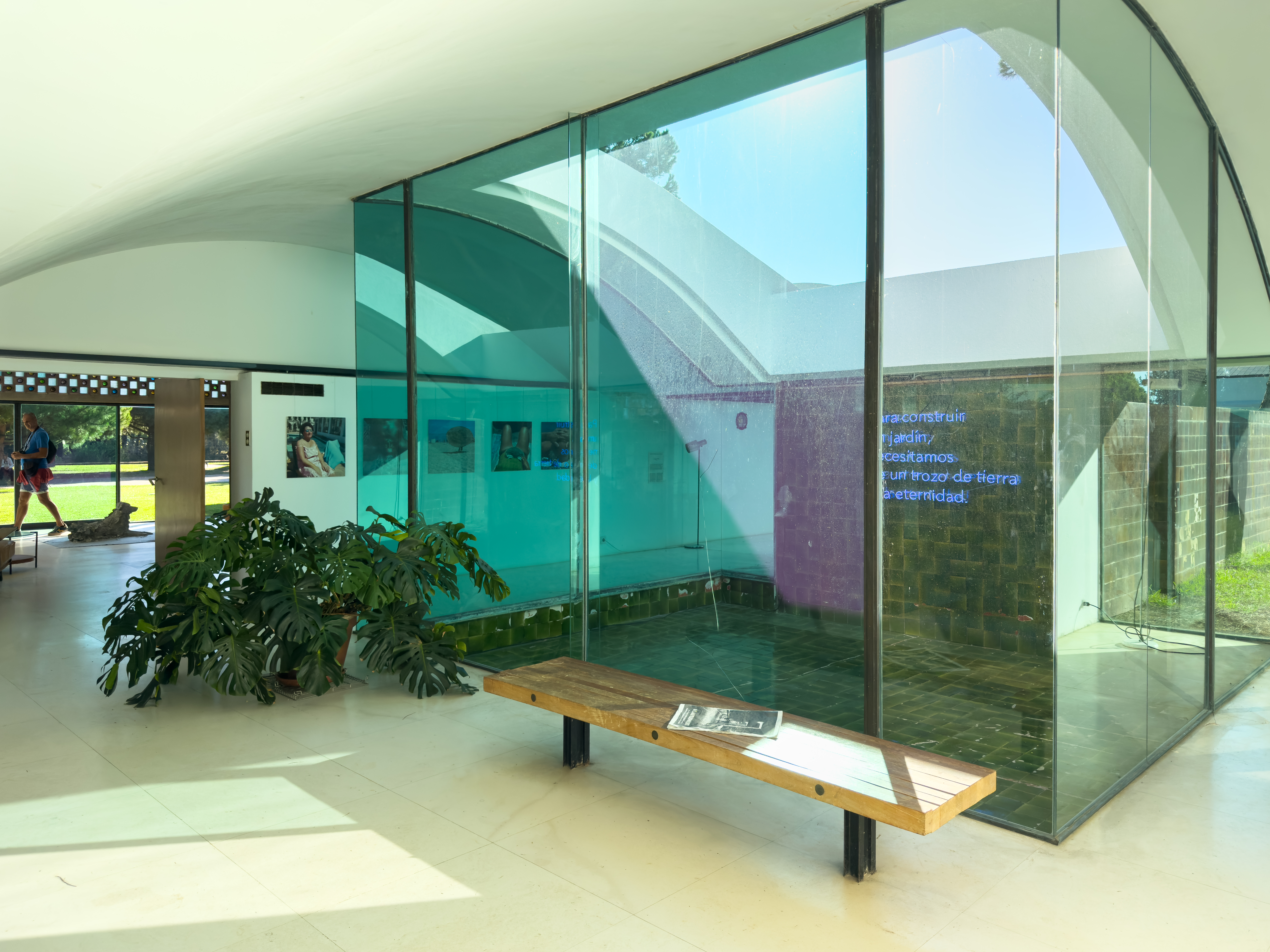
Detalle de la entrada de la Casa Gomis.
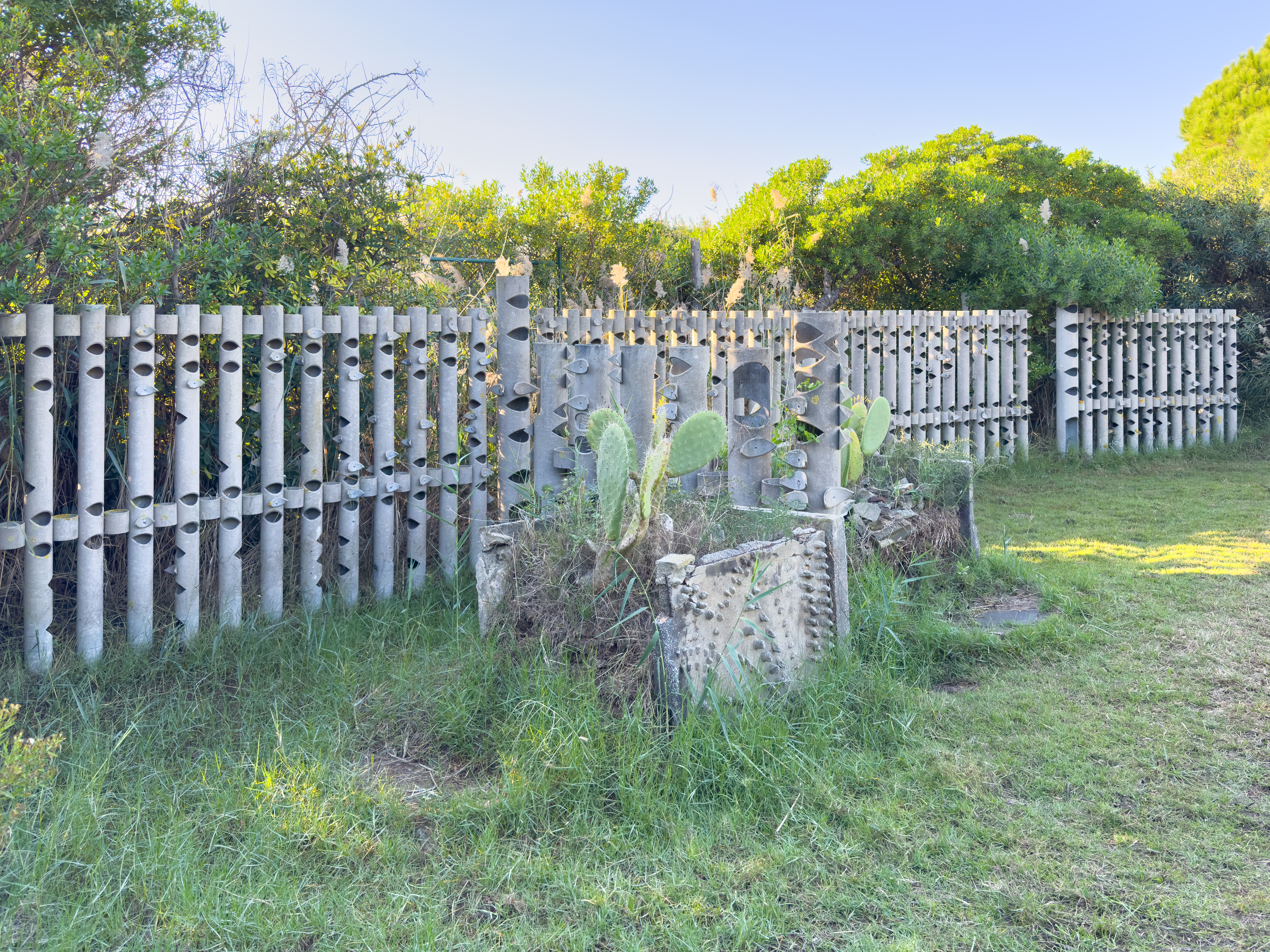
Obras de arte en el jardín de la Casa Gomis.
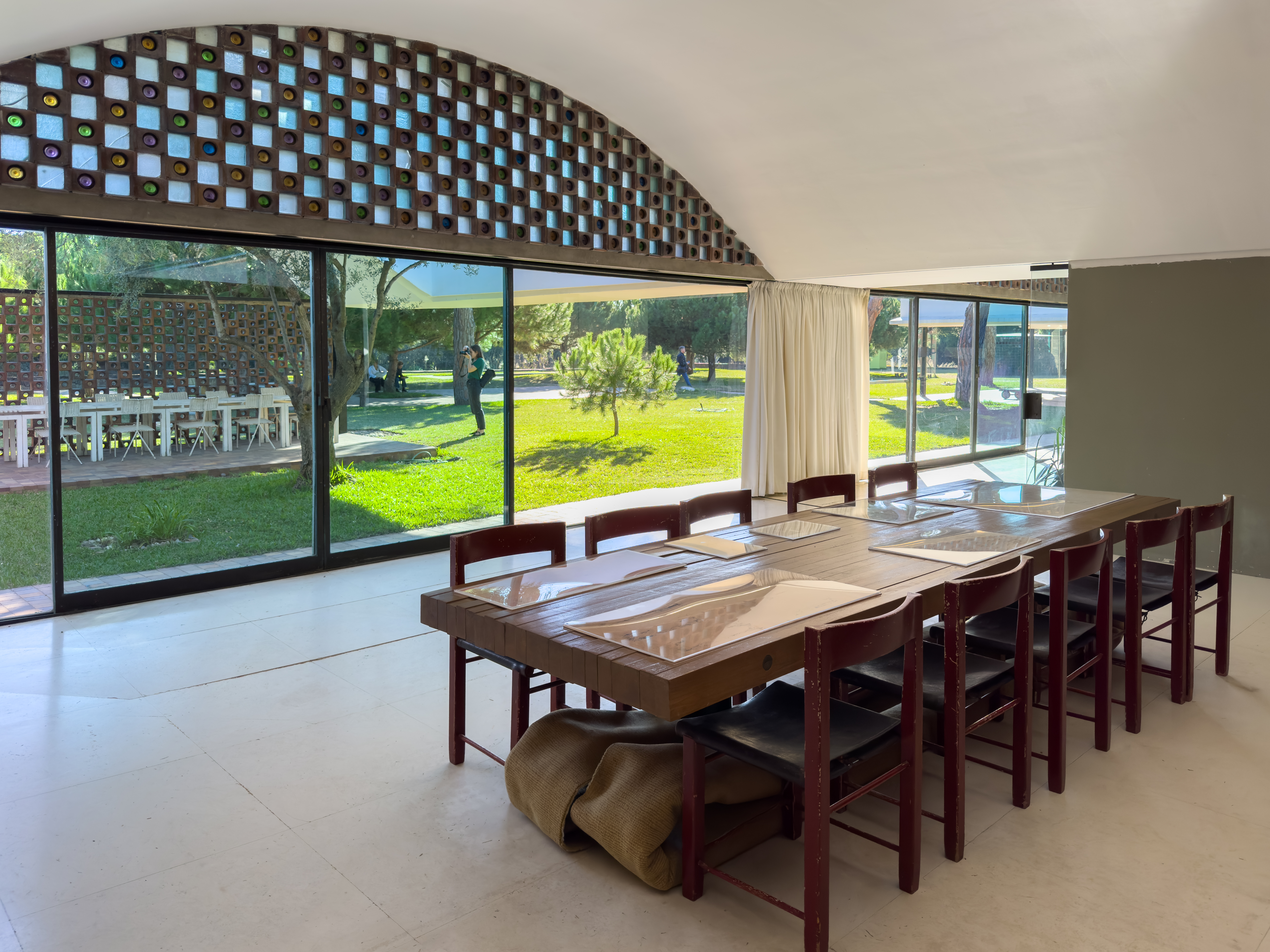
Detalle del comedor de la Casa Gomis.
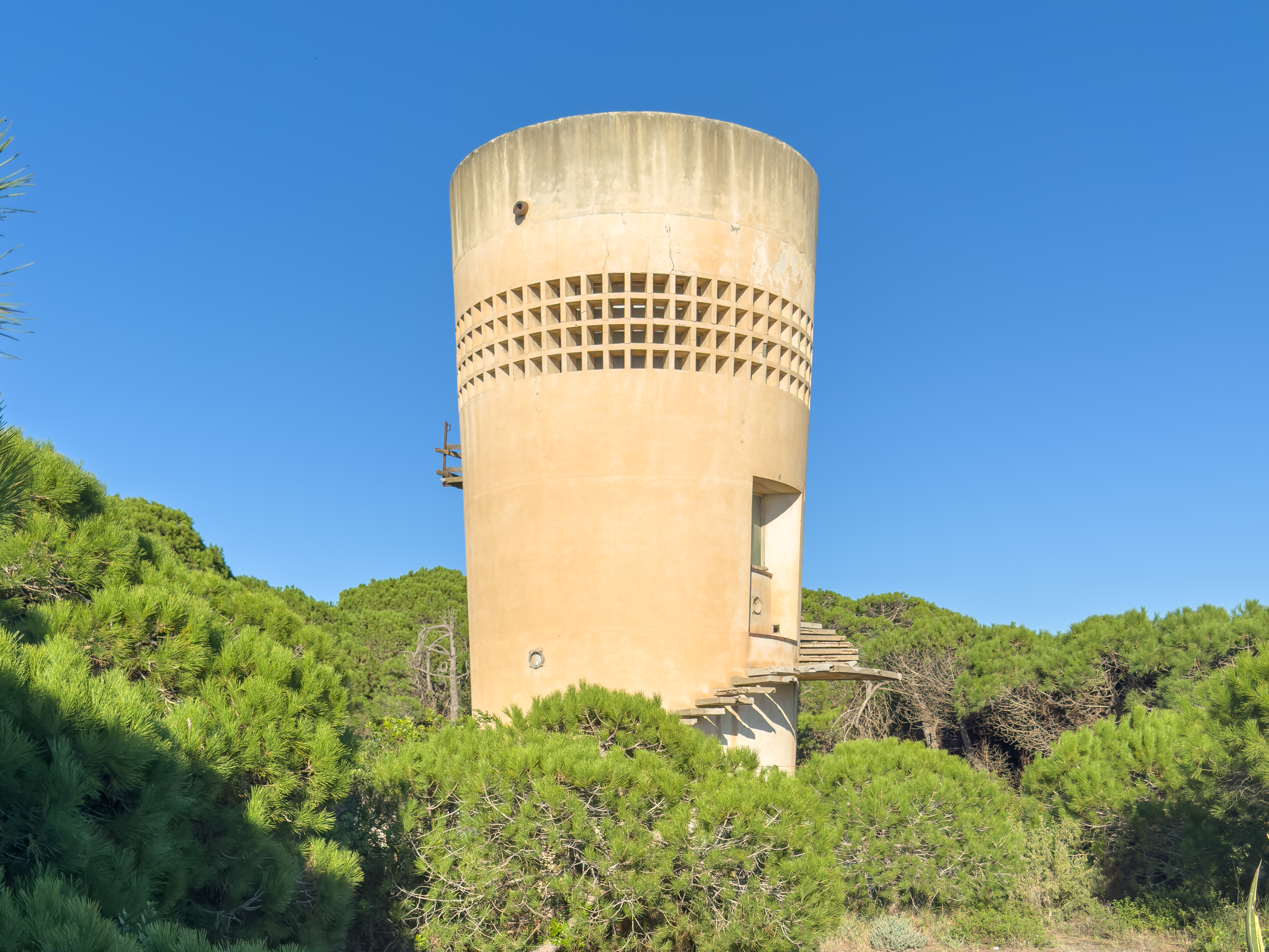
Detalle del entorno de la Casa Gomis.